# SoftBank 930CA
EXILIMケータイ SoftBank 930CA（エクシリムケータイ ソフトバンク きゅう さん まる シーエー）はカシオ計算機（カシオ日立モバイルコミュニケーションズ、現・NECカシオ モバイルコミュニケーションズ）が開発し、ソフトバンクモバイルが販売するW-CDMA通信方式の携帯電話端末である。当初、2月20日の発売を予定されていたが2月26日に延期となった。

## 主な機能・サービス
- ミュージックプレイヤー (3gp/mp4/wmaファイル対応)
- 赤外線通信

| 主な対応サービス         | 主な対応サービス                 | 主な対応サービス                      | 主な対応サービス       |
| ------------------------ | -------------------------------- | ------------------------------------- | ---------------------- |
| S!一斉トーク             | S!ともだち状況                   | Yahoo!mocoa                           | S!ループ               |
| S!タウン                 | S!速報ニュース                   | S!情報チャンネル 3Gお天気アイコン対応 | S!FeliCa               |
| PCサイトブラウザ         | 電子コミック                     | S!アプリ                              | ミュージックプレイヤー |
| 着うたフル／着うた       | デコレメール（旧アレンジメール） | S!電話帳バックアップ                  |                        |
| コンテンツおすすめメール | TVコール                         | 世界対応ケータイ（W-CDMA専用）        | S!GPSナビ              |
| デルモジ表示             | ワンセグ                         | 3G ハイスピード 下り最大7.2Mbps       | S!おなじみ操作         |

## 特徴
ソフトバンクモバイル向けで2機種目となるカシオの端末。ソフトバンク向けでは初のEXILIMケータイで、さらにカシオでは初めてスライド式の端末となっているが、向かって右側の位置でカメラレンズ部が強調された筐体裏面のデザイン基調はau向け機種や、本家デジタルカメラシリーズと軌を一にしている。
最大の特徴は、世界最速の0.99秒（発表時）で起動ができる、広角28mmの約809万画素CMOSカメラである。EXILIMケータイとして、「EXILIMエンジン for Mobile」を搭載するなど、カメラ機能に力を入れている。
メインディスプレイは、830CAよりも大幅に高繊細になった3.0インチのフルワイドVGA液晶を搭載している。また、下り最大7.2Mbpsの3Gハイスピードにも対応。
830CAと同様に開発と製造をNECに委託しており、UIはNEC製であるが、カメラ機能のUIはEXILIMのカメラと同様の操作体系になっている。

## 歴史
- 2009年1月29日 - ソフトバンクモバイルより発表。
- 2009年2月26日 - 発売開始。

## 不具合
- 操作していないにもかかわらず、携帯電話機の使用時間が短くなる場合がある。

2009年3月30日に不具合の修正がソフトウェア更新により行われた。
- 携帯電話機の操作中に、ごくまれにフリーズまたは電源のリセットが発生する場合がある。

2009年7月1日に不具合の修正がソフトウェア更新により行われた。
- 複数の機能を起動していない状態でも「これ以上機能を起動できません」と表示される場合がある。

2009年10月26日に不具合の修正がソフトウェア更新により行われた。
- 携帯電話を操作中に画面がフリーズし、キー操作ができなくなる場合がある。

2010年9月29日に不具合の修正がソフトウェア更新により行われた。